# Louise-Gueury-Straße 396 (Mönchengladbach)

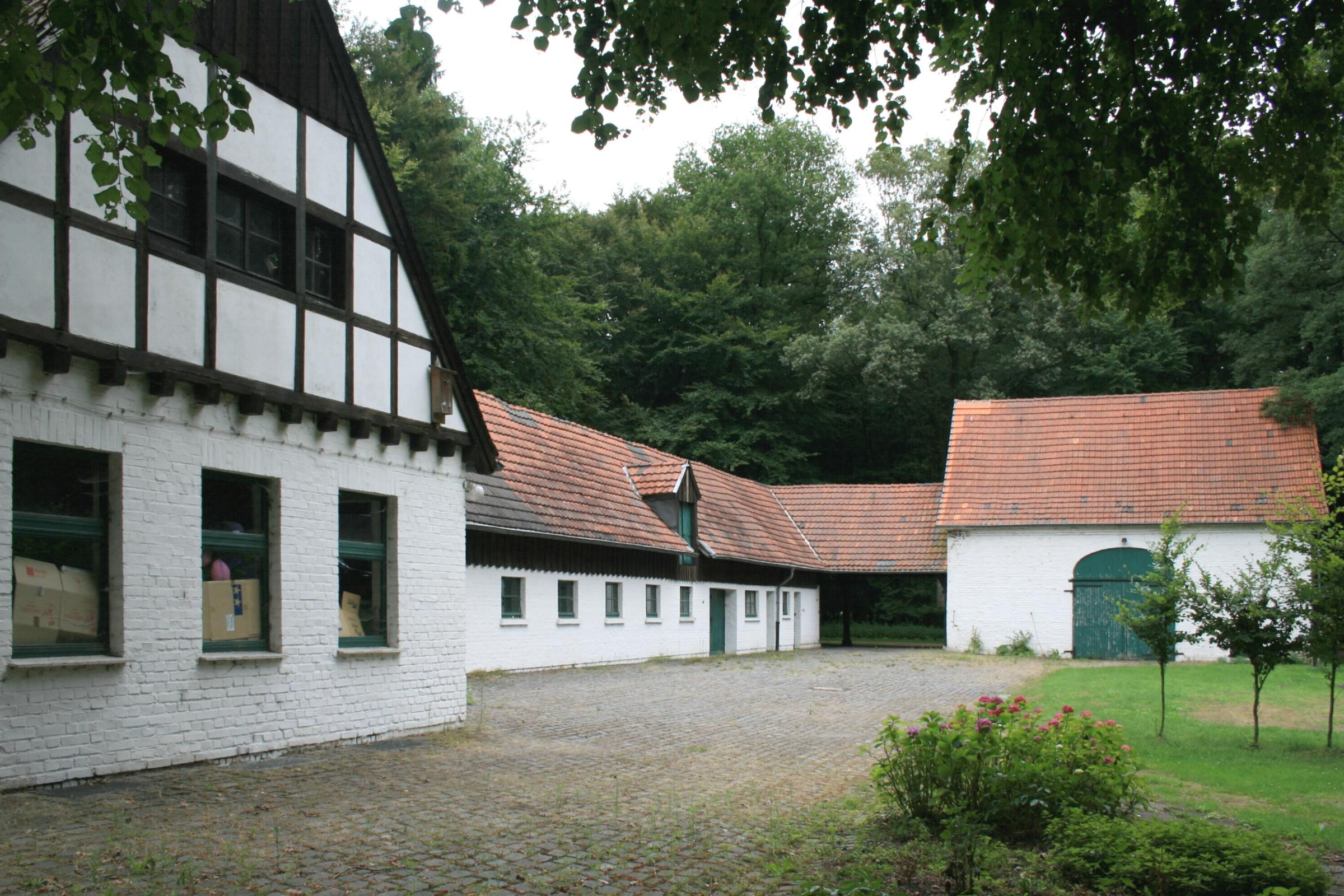
Ökonomiegebäude (2011)

Das Ökonomiegebäude Louise-Gueury-Straße 396 steht im Stadtteil Hardter Wald in Mönchengladbach (Nordrhein-Westfalen).
Das Gebäude wurde 1919 erbaut. Es wurde unter Nr. L 030 am 7. September 1988 in die Denkmalliste der Stadt Mönchengladbach eingetragen.

## Lage
Die Wahl des Bauplatzes für die Städtische Lungenheilanstalt bedurfte aufgrund der besonderen Anforderungen genauer Planung. So fand sich ein passendes Gelände, etwa fünf Kilometer westlich des Stadtkerns, im Hardter Wald, wo insgesamt vier größere Bauten errichtet wurden. Heilstätte mit Verwaltungsgebäude, Wohlfahrtsstelle für Lungenkranke, Walderholungsstätte und Waldschule.
Die Ökonomie gehört zur Louise-Gueury-Stiftung und liegt nördlich des Klinikgebäudes im Waldgelände an der ehemaligen Landwehr.

## Architektur
Die dreiseitig geschlossene Anlage ist in verschiedenen Bauabschnitten errichtet und besteht aus Scheune, Stallungen und Wirtschaftsräumen. Das älteste Gebäude der in weiß getünchten Backstein und partiell in Fachwerkkonstruktion ausgeführten Anlage ist die Scheune. Das traufständige Gebäude mit einem zur Traufe durch Aufschieblinge abgeflachte Satteldach wird mittig durch eine korbbogig überdeckt Einfahrt geöffnet. Beide Scheunentore sind original, ebenso der durch Abstrebungen gesicherte Pfettendachstuhl. Ein langgestrecktes Stallgebäude, 1939 errichtet, mit zwölf Fensterachsen. Ein um zwei Achsen in den Hofraum versetztes Giebelhaus (ehemals Futterküche und Pferdestall) schließt mit seiner Traufseite an das Stallgebäude an.
Erhaltenswert als zum Klinikensemble gehörender landwirtschaftlicher Nutzungsbereich, der die ehemals angestrebte Eigenversorgung vorbildlich dokumentiert.